# Avedis Donabedian
Avedis Donabedian (* 7. Januar 1919 in Beirut; † 9. November 2000) war ein libanesisch-amerikanischer Arzt. Er begründete die Forschung zur Qualitätsentwicklung im Gesundheitswesen mit dem Qualitätsmodell nach Donabedian.

## Herkunft und Werdegang
Donabedian wurde in Beirut als Kind einer armenischen Familie geboren. Seine Familie floh vor den Wirren des Völkermords an den Armeniern nach Palästina. 1944 schloss er sein Medizinstudium an der American University of Beirut mit dem Doktorgrad ab. Bis 1954 praktizierte Donabedian als Hausarzt in Jerusalem.

## Tätigkeit in der Forschung
1954 wanderte er in die USA aus und ließ sich in Boston nieder. 1955 schloss er einen Masterstudiengang in Public Health an der Harvard University ab. Von 1957 bis 1961 unterrichtete er vorbeugende Medizin am New York Medical College. Im selben Jahr wechselte er an die University of Michigan, wo er sich der Forschung und Lehre in Public Health widmete.
Er etablierte mit dem nach ihm benannten Modell 1966 den ersten Versuch, Qualitätsmanagement im Gesundheitswesen systematisch zu betreiben. Während seiner Tätigkeit schrieb er elf Bücher und rund 100 Artikel. 1989 trat er in den Ruhestand, blieb aber als emeritierter Professor weiterhin aktiv.
Nach ihm wurde eine Stiftung zur Verbesserung des Gesundheitswesens in Barcelona benannt. Ebenso tragen mehrere akademische Preise seinen Namen.

## Privatleben
Avedis Donabedian starb am 9. November 2000 nach langer Krankheit an Prostatakrebs. Donabedian war verheiratet und hatte drei Kinder.
Donabedian betätigte sich in seiner Freizeit als Dichter. Zu Lebzeiten veröffentlichte er jedoch keine seiner Arbeiten. Einzelne Gedichte wurden mit Zustimmung seiner Angehörigen nach seinem Tod veröffentlicht.

## Publikationen (Auswahl)
- A. Donabedian: Evaluating the quality of medical care. 1966. In: Milbank Q. Band 83, Nr. 4, 2005, S. 691–729. PMID 16279964
- A. Donabedian: Evaluating physician competence. In: Bull World Health Organ. Band 78, Nr. 6, 2000, S. 857–860. PMID 11001637
- A. Donabedian: Explorations in quality assessment and monitoring. Vol. I–III, Ann Arbor 1985, ISBN 0-914904-47-7.